# Daniel (imię)
Daniel – imię męskie pochodzenia hebrajskiego. Nosił je biblijny prorok. Oznacza ono „Moim sędzią jest Bóg”. Drugim znaczeniem tego imienia, gdyż jego hebrajski zapis może być różnie interpretowany, jest „Sędzia Boży” (analogicznie jak Gabriel – „Mąż Boży”, ale i „Pokonany przez Boga”).
Forma żeńska: Daniela
Daniel imieniny obchodzi 3 stycznia, 23 stycznia, 16 lutego, 10 kwietnia, 10 lipca, 15 lipca, 21 lipca, 10 października, 13 października, 10 grudnia.
Daniel w innych językach:
- rosyjski – Даниил, Даниило[1].

## Znane osoby noszące imię Daniel

### Święci i błogosławieni
- Daniel, prorok w Starym Testamencie (księga Daniela)
- Daniel z Egiptu, święty katolicki
- Daniel Comboni, święty katolicki

### Władcy
- Daniel Halicki, król halicko-wołyński i założyciel Lwowa
- Daniel Moskiewski, książę moskiewski, święty
- Daniel Westling, książę szwedzki

### Inne osoby
- Dani Alves, brazylijski piłkarz
- Daniel Adair, perkusista zespołu Nickelback
- Daniel Albrecht, szwajcarski narciarz alpejski
- Daniel Barenboim, dyrygent i pianista
- Daniel Benzali, amerykański aktor
- Daniel Bernoulli, matematyk i fizyk szwajcarski
- Daniel Böhm, niemiecki biathlonista
- Daniel Brühl, niemiecko-hiszpański aktor
- Daniel Andrei Cacina, rumuński skoczek narciarskich
- Daniel Castellani, argentyński trener siatkarski (reprezentacja Polski)
- Daniel Chodowiecki, grafik i rysownik
- Daniel Craig, angielski aktor
- Daniel Defoe, brytyjski pisarz
- Daniele De Rossi, włoski piłkarz
- Daniel Forfang, norweski skoczek narciarski
- Daniel Gildenlöw, multiinstrumentalista i wokalista w zespole Pain of Salvation
- Daniel Huber, austriacki skoczek narciarski
- Daniel Lech Kłosek, polski wokalista
- Daniel Mesotitsch, austriacki biathlonista
- Daniel Naborowski, polski poeta
- Daniel Ortega, prezydent Nikaragui
- Daniel Passarella, argentyński piłkarz
- Daniel Passent, polski satyryk
- Daniel Pawłowiec, polski dziennikarz i polityk
- Daniel Pliński, polski siatkarz
- Daniel Radcliffe, angielski aktor
- Daniel Rosenfeld, niemiecki muzyk
- Daniel Mróz, polski grafik i rysownik
- Daniel Olbrychski, polski aktor
- Daniel Quinn, amerykański pisarz
- Daniel Ståhl, szwedzki lekkoatleta
- Daniel Tschofenig, austriacki skoczek naricarski
- Daniel Zawadzki, polski aktor
- Daniel Wieleba, polski aktor
- Daniel Waszkiewicz, polski sportowiec
- Daniel Yule, szwajcarski narciarz alpejski
- Daniel-André Tande, norweski skoczek narciarski
- Daniel Hernandez, amerykański raper
- Danijjel Ajjalon – izraelski ekonomista, dyplomata i polityk
- Danijjel Benlolo – izraelski polityk
- Danijjel Herszkowic – izraelski matematyk, rabin i polityk, profesor matematyki
- Danijjel Ben-Simon – izraelski dziennikarz, pisarz i polityk
- Danijjel-Jicchak Lewi – izraelski polityk